# Shaman King: Red Crimson
 (јап. SHAMAN KING レッドクリムゾン, Shāman Kingu Reddo Kurimuzon) je manga koju je napisao Hirojuki Takei, a ilustrovao Džet Kusamura. Predstavlja spinof Takeijeve  Shaman King franšize, i prati porodicu Tao za vreme Flowers i The Super Star nastavaka. Manga se serijalizovala od 2018. do 2020. godine u Kodanšinoj manga reviji Shōnen Magazine Edge.

## Izdavaštvo
Mangu Shaman King: Red Crimson napisao je Hirojuki Takei, a ilustrovao Džet Kusamura. Serijalizovala se od 15. juna 2018. do 17. januara 2020. godine u Kodanšinoj manga reviji Shōnen Magazine Edge, s tim da se nije objavljivala od januara do maja 2019. godine.  Poglavlja su sakupljena u četiri tankobona; prvi je izašao 15. novembra 2018., a poslednji 17. marta 2020. godine.

### Spisak tomova
| - 01. (エージェント・ジュン ") - 02. - 03. (連鎖 ") - 04. (最愛 ") |

| - 05. (リスポーン ") - 06. (回旋镖 ") - 07. (スタンドバイ ") - 08. (エンカウント・ドン ") |

| - 09. (約束 ") - 10. (道、連綿と ") - 11. (紅紅の絵本 ") - 12. (流砂 ") |

| - 13. (氷の記憶 ") - 14. (血戦① ") - 15. (血戦② ") - 16. (ジャスミン ") |